# Franz von Waldersee (Admiral)
Franz Georg Adolf Graf von Waldersee, auch George (* 17. September 1835 in Potsdam; † 22. November 1903 in Sikorzyce) war ein deutscher Vizeadmiral der Kaiserlichen Marine.

## Leben

### Herkunft
Franz von Waldersee war der jüngste Sohn des späteren Generals Franz von Waldersee (1791–1873) und Bertha Wilhelmine Friederike (1799–1859) geb. von Hünerbein. Seine Brüder waren der spätere Oberst Georg von Waldersee (1824–1870), der spätere Generalleutnant Friedrich Franz von Waldersee (1829–1902) und der spätere Generalfeldmarschall Alfred von Waldersee (1832–1904).

### Werdegang
Ab 1844 besuchte er in Berlin, wohin sein Vater versetzt worden war, das Friedrich-Wilhelms-Gymnasium. Im Mai 1848 trat er in das Kadettenkorps ein, welches er 1854 mit bestandenem Offiziersexamen mit Königsbelobigung verließ. Am 13. Mai 1854 wurde er zum Portepee-Unteroffizier befördert. Mit Patent vom 29. April 1854 kam er als Secondeleutnant in das 1. Garde-Regiment zu Fuß. Im Kadettenkorps hatte er bereits den Übertritt in die Marine angegeben, war aber dem Wunsch seines Vaters gefolgt und hatte sich erstmal dem Heer angeschlossen. Im Januar 1856 erhielt er seine Kommandierung an die Allgemeine Artillerie- und Ingenieurschule. Er schloss im September 1857 die Berufsprüfung ab und hatte damit die Reife zum Artillerieoffizier erhalten.
Erst später stimmte der Vater dem Übertritt zur Marine zu. So wurde er im Januar 1858 als Secondeleutnant erst à la suite des Seebataillons in Danzig gesetzt und kam dann im Februar des gleichen Jahres für drei Jahre zur Dienststellung in die englische Flotte kommandiert. Hier wurde er midshipman. Vom 3. März 1858 bis 18. Oktober 1859 war er auf der Diadem, welche u. a. bis in das Westindische Meer fuhr, und kam dann auf die Odin. Die Odin segelte von Portsmouth u. a. über Rio de Janeiro bis nach Hongkong. Es folgte sein Einsatz auf dem chinesischen Festland. Dort nahm er u. a. an der Schlacht bei Tschangkiahuang am 13. September 1860 teil. Die Odin blieb vor der chinesischen Küste und von Waldersee wurde am 28. November 1860 erst auf die Samson, dann am 19. Oktober 1860 auf die Highflyer kommandiert. Mit dem Schiff erreichte er an 21. März 1861 wieder Portsmouth.
Anschließend verließ er die englische Marine und kehrte nach Deutschland zurück. Am 28. Mai 1861 meldete er sich beim Oberkommando der Marine in Berlin zurück und wurde zum Examen zugelassen, welches er am 19. Juni 1861 bestand. Am 30. Juni 1861 wurde er zum Leutnant II. Klasse befördert. Von März 1862 bis Juli 1862 war er Wachoffizier auf der Loreley. Es folgten bis 1864 Kommandierungen auf die Gazelle, die Gefion (ab 1. Oktober 1862), die Niobe und die Arcona. Im März 1864 war er als Leutnant I. Klasse nach der aufgrund des Ausbruchs des Deutsch-Dänischer Krieges erneuten Indienststellung kurz Kommandant der Fuchs. Im April 1864 übernahm er Leutnant zur See bis Juni 1864 die Camaeleon, welche aber nicht im Deutsch-Dänischer Krieg eingesetzt wurde. Von Juli 1864 bis Juni 1865 war er Erster Offizier auf der Victoria, bevor er in gleicher Position auf die Gefion kam. Im Frühjahr 1866 stürzte von Waldersee an Bord der Gefion schwer und war zeitlebens durch die Verletzung gehandicapt. Er wurde erst in Kiel gepflegt, dann aber im August 1866 zurück nach Berlin gebracht.
Nach seiner Gesundung war er Adjutant beim Oberkommando der Marine. Als Korvettenkapitän (Beförderung am 25. Januar 1870) wurde er Kommandeur der sogenannten Flottillen-Division. Diese Division war nach Ausbruch des Deutsch-Französischen Krieges am 24. Juli 1870, bestehend aus vier Booten, in Stralsund aufgestellt worden, bestand bis 10. September 1870 und nahm am 17. August 1870 am Seegefecht vor Hiddensee teil. Ab der Indienststellung am 4. September 1870; von Waldersee hatte dafür als „Brite John Smith“ getarnt den Raddampfer für die Marine des Norddeutschen Bundes in England gekauft; war er bis zur ersten Außerdienststellung am 21. November 1870 Kommandant des Raddampfers Falke. Ab der erneuten Indienststellung am 20. Juli 1872 kommandierte er bis 28. August 1872 die Friedrich Karl und wurde später Kommandeur der 2. Matrosen-Division in Wilhelmshaven. Bis 1875 folgten z. T. schwere Erkrankungen, sodass er um seinen Abschied bat. Er wurde zur Disposition gestellt und gleichzeitig zum Kapitän zur See befördert.
1880 wurde er erneut „ausnahmsweise“, wie dann auch 1883, à la suite gesetzt. 1883 erhielt er den Charakter als Konteradmiral. Zum 25-jährigen Jubiläum des Seegefechts vor Hiddensee wurde ihm vom Kaiser der Kronen-Orden, 2. Klasse, verliehen. 1900 folgte der Charakter als Vizeadmiral. 1901 trug er auf Bitten mehrerer Offiziere dem Kaiser den Wunsch vor, ob die Offiziere nicht wieder einen Dolch tragen könnten. Daraufhin fragte der Kaiser die anwesenden Marineoffiziere danach. Der Wunsch wurde durch die Anwesenden bejaht und der Kaiser führte nach 18 Jahren ab dem 13. September 1901 wieder einen Dolch für das Seeoffizierskorps ein.
Ende Oktober 1903 musste er sich aufgrund einer Entzündung im Bein einer Operation unterziehen, erlitt am 16. November 1903 einen Schlaganfall, von dem er sich nicht mehr erholte.
Franz von Waldersee war u. a. Ehrenritter des Johanniterordens und Träger der Königlich Großbritannischen Medaille für den Chinesischen Krieg. Bis 1884 hatte er u. a. noch den Roten-Adlerorden, 4. Klasse und das Eiserne Kreuz II. Klasse erhalten und war Ritter des Verdienstordens der Bayerischen Krone.

### Familie
1872 heiratete er Helene von Wilamowitz-Moellendorff. Von 1876 bis 1889 lebte von Waldersee in Potsdam. Anschließend zog er nach Schlesien, wo die Güter Meesendorf und Polnisch Bauditz der verstorbenen Schwiegermutter bewirtschaftet werden mussten.